# Брезов звиждак
Брезов звиждак (лат. Phylloscopus trochilus) је врста птице из реда птица певачица. Име рода Phylloscopus је комбинација две старогрчке речи, phullon која означава лист и skopos што значи трагач. Реч trochilus потиче из грчког језика, trokhilos и односи се на птице из породице Troglodytidae, којима је ова птица слична.

## Опис
Брезов звиждак је дугачак од 11 до 12.5 центиметара, а тежак од 6.3 до 14.6 грама. Са доње стране тела (трбух) је бело-жуте боје, а са горње (леђа и крила) зеленкасто-браонкасте боје, са бледом пругом изнад ока. Јувенилне јединке су жуће са доње стране тела. Наизглед је веома сличан обичном звижку, али може се разликовати по својим блеђим розо-жутим ногама (које су тамнобраонцрне код обичног звижка), дужем и светлијем кљуну, елегантнијем облику и дужим продужецима крила. Такође се разликују и по цвркуту. Песма брезовог звижка је једноставна понављајућа опадајућа мелодија, а контакт мелодија је двосложна 'hoo-eet', за разлику од једносложног 'hweet' код обичног звижка. 

## Распрострањеност и станиште
Гнездећи ареал брезовог звижка обухвата централну и северну Европу, као и северну и умерену Азију. Насељава различите типове шума: листопадне и мешовите (у којима је заступљена бреза), четинарске шуме, живице, тундре са врбом и брезом, жбуње уз водене површине, шумске чистине, зарасле баште, воћњаке, итд.

## Биологија
Брезов звиждак се храни углавном инсектима, њиховим ларвама и јајима, а такође и биљним материјалом. Гнезди се од априла до јула. Гнездо гради од суве траве, лишћа, маховине, коре дрвећа, длаке животиња и перја птица. Гнездо прави на земљи добро заклоњено и сакривено у вегетацији. Женка у гнездо полаже од 4 до 8 јаја. Изразита је селица, зиму проводи у подсахарском региону Африке. Процењено је да се у Европи налази од 62 200 000 до 97 100 000 парова брезовог звижка са опадајућим популационим трендом.

## Угроженост
Утврђени угрожавајући фактори који повећавају шансу за нестанак брезовог звижка су суше у зимским деловима године (доводе до нестанка њихове хране, самим тим и њих), промене станишта изазване ширењем људске популације, неправилно управљање шумама, итд.

## Брезов звиждак у Србији
Брезов звиждак се у Србији не гнезди, али је њен редовни и бројни посетилац током сеобе.